# Tomáš Bím
Tomáš Bím (* 12. listopadu 1946 Praha) je český malíř, grafik a ilustrátor.

## Život a dílo
V dětství ho ovlivnilo prostředí studia Jiřího Trnky, kde pracoval jeho otec. Na grafickou školu se nedostal, a tak se vyučil knihtiskařem (je absolventem Odborného polygrafického učiliště Středočeských tiskáren v Praze). V letech 1984–1985 studoval soukromě v Německu (stipendium KUNSTVEREIN Osnabrück). Později studijně pobýval v Anglii, Francii, Holandsku, Itálii, Německu, Španělsku, Thajsku, USA.[zdroj?]
Po vyučení pracoval v Supraphonu, dále jako tiskař, v reklamě a ve vedlejším povolání jako výtvarník Státního divadelního studia. V prvních letech tvorby se zaměřil především na užitou grafiku, ilustraci, kresbu, suchou jehlu a olejovou malbu. Od roku 1978 se zabývá volnou grafikou, především litografií, spolupracoval s litografem Jiřím Lípou. Od roku 2012 spolupracuje s akademickým malířem Martinem Boudou. V poslední době se věnuje převážně malbě (acryl), tvorbě litografií a koláží kombinovanou technikou.
Tomáš Bím žije a tvoří v Letech u Prahy, od roku 2011 provozuje v Dobřichovicích galerii. Je členem Grafické asociace, Sdružení českých umělců grafiků Hollar a První české litograficko herecké společnosti Graphothalie.
Uspořádal přes sto samostatných výstav; často se účastnil také kolektivních výstav. Je svými díly zastoupen v galeriích, muzeích a soukromých sbírkách po celém světě.
Jeho díla navazují na impulsy amerických precizionistů a imaginaci českých poetistů; bývá řazen mezi přední české precizionisty. Zabývá se též animovaným filmem, ilustrací, tvorbou plakátů, bibliofilií a exlibris.
V roce 2018 mu byl při slavnostním ceremoniálu na Novoměstské radnici udělen titul čestný občan Prahy 2.

## Zastoupen ve sbírkách
Národní galerie Praha; Ministerstvo kultury ČR; Puškinovo muzeum Moskva; Východočeská galerie Pardubice; NG Banská Bystrica; Galeria výtvarného umenia Prešov; Frederikshaven Kunstmuseum; Galerie Hohe Straße Dieburg; Pravis Osnabrück; BWA Lodž; BWA Poznaň; Rijksmuseum Meermanno Haag; Tennis museum Gasper Oberhausen; Prezidentský palác Lusaka; Muzeum balónů Augsburg; W. Jäschke Salzgitter; De Gaudenzi Braunschweig; E. Rinaldi Lancia, Torino; Zirci Galerie; Budapest; SPT TELECOM, TK PLUS, s.r.o., Prostějov; SAZKA, a.s.; KRIJCOS s.r.o. Všenory; Škoda Export Praha; Řízení letového provozu Praha; Advokátní kancelář Kříž & Bělina Praha; Miro Schneider, Nový Bor; Museum Auto Škoda, Mladá Boleslav; Agentura Publicis, Praha; Pražská Energetika,a. s., Praha; Česká kooperativa, a.s., Praha; Česká reklamní /TBVA, Praha; Hotel EXPO, Praha; National Arts Centre, Ottawa, Kanada; Kunstverein Salzgittere.V., Salzgitter, SRN; DUNLOP, Hanau, SRN; Velvyslanectví ČR, Jakarta; ZÚ ČR, Jakarta; Ministerstvo zahraničních věcí ČR, Praha; Stálá mise České republiky při OSN, New York; GK České republiky, Sydney; ZÚ ČR Tirana; ZÚ ČR Budapešť; Velvyslanectví ČR Montevideo; Velvyslanectví ČR Budapešť; Velvyslanectví ČR Oslo; TK Sparta Praha; Česká spořitelna, Praha.

## Stálé expozice
- HOTEL EXPO, Výstaviště, Za elektrárnou, Praha 7-Bubeneč
- Advokátní kancelář Kříž & Partneři, s.r.o., Rybná 9, Praha 1
- Galerie Ateliér, Anežky České 1119, Dobřichovice
- Park Holliday, Praha

## Televize
- 1979–1987 Česká televize, TV pohádky, (ilustrace), 6. den je sobota, (scéna, Trosečník (animovaný film); Mládkův nočníček (ilustrace); TV Klub mladých; Horko (TV film, scéna); Bezpečnost silničního provozu (ilustrace); Šaty po tetě (TV hra, scéna)
- 1995–1996 Disk Art Sviss, Domovní znamení, (Večerníčky 1.–7. díl), ČT1, Půl roku vlády Václava Havla (grafika)
- 1996 Stolečku, prostři se (scéna); Disk Art Swiss
- 2002 ČT1, Poslání s podrazem (kresby)
- 2004 PRIMA, Jak na to
- 2005 ČT1, Zahrada je hrad;
- 2009 TV Barrandov, Ostrov (Ivan Mládek).

## Samostatné výstavy
- 1976 České Budějovice, Praha
- 1978 Praha
- 1979 Karlovy Vary, Praha
- 1980 Semily, Olomouc, Praha
- 1981 Mělník, Moravská Třebová, Havířov, Adamov
- 1982 Blovice, Bad Rappenau
- 1983 Praha, Sokolov, Hradec Králové, Třebíč, Bad Salzdetfurth, Hoya, Nordenney, Köln, Oberhausen, Poznaň, Warszawa, Leszno
- 1984 Chrudim, Třebíč, Bad Rappenau, Stuttgart, Oldenburg, Las Palmas
- 1985 Praha, Gottwaldov, Bad Homburg, Dieburg
- 1986 Plzeň, Praha
- 1987 Frankfurt a. M., Bramsche, Bílina, Praha
- 1988 Pardubice, Hodonín, Köln, Lusaka, München
- 1989 Amsterdam, Galerie Gottlieb, Gelnhausen, Rathaus Gelnhausen, Prostějov, KPVU, Leverkusen, Salzgitter, Kunstverein Salzgitter e. v., W. Berlin, GMAP, Bonn
- 1990 Galerie Inter Art, Praha, Diplomatic Club a Centrum grafiky Kramerius Praha, Dílo ČFVU, Zlín, Galerie Patro Ostrava, Berlín, Parlando GMAP, Bonn, Parlando GMAP
- 1991 Olomouc, Dílo ČFVU, Düsseldorf, Fischer Reisen, Parlando GMAP
- 1992 Přerov, Galerie Dílo ČFVU
- 1993 Mariánské Lázně, G 33 Praha, Ostrava, Galerie Patro, Praha, Galerie 9, Obecní dům Praha 9, Galerie Vltavín; Chebské muzeum
- 1994 Tábor, Galerie Lucina; Praha, Galerie Vltavín
- 1995 Praha, Investiční a Poštovním banka Praha 1, Týn nad Vltavou, Art Club, Pardubice, Galerie Gong
- 1996 Liberec, Galerie Neptun, Galerie Mladá fronta, Olomouc, Galerie Skácelík, Galerie Vltavín
- 1997 Ostrava, Výtvarné centrum Chagall; Prostějov; Kulturní klub u Hradeb, Zlín; Galerie Masson
- 1998 Praha, Vila Portheimka, Praha, Galerie Art Forum, Ostrava; Poděbrady, Křišťálové srdce, festival dokumentárních a publicistických filmů, Pardubice, Galerie Gong
- 1999 Třeboň, Galerie u Míšků, Olomouc, Galerie Skácelík, Praha, Galerie Vltavín
- 2000 T. B. Gemälde und Litographien, Atrium Rathauses, Kunstverein Salzgitter, e. V., Salzgitter, SRN
- 2001 Comtemponary Czech Precisionism in Perception of T. B., Embassy of Czech Republic, Curtural Room, Jakarta, Menteng, Indonésie; Obrazy, grafika T. B., Galerie Jiřího a Běly Kolářových, Praha; Grafika, ilustrace T. B. Galerie Vltavín, Praha; Acryl, kresba, grafika, Galerie JCM, Zámek Dobříš; T.B. obrazy, IPB Pojišťovna, Pardubice
- 2002 Dům české fotografie, Český Krumlov; Grafika, IKAROS Galerie ANTIK, Slaný
- 2003 Obrazy a grafické listy, Galerie MONA LISA, Olomouc; Malba, grafika, Zámecká galerie Chagall, Karviná
- 2004 T. B., grafika, obrazy, Galerie Koruna, Hradec Králové; Snídaně v trávě, Dům české fotografie, Český Krumlov; Noc a den, Obrazy, grafika, Galerie Chodovská tvrz, Praha
- 2005 Tomáš Bím, Galerie Knížecí dvůr, Hluboká n. Vltavou; Grafika, Tomáš Bím, Městská galerie Špejchar, Chomutov; Tomáš Bím, obrazy, grafika, Galerie G 32, Semily; Tomáš Bím , Pocta umělci, Parlament České republiky, Praha
- 2006 Tomáš Bím, Malíř sváteční všednosti, Špálova galerie, Praha
- 2007 Rozmarné léto, Klášter Skalka, Mníšek pod Brdy; UniCredit Bank, Olomouc, T. B. Peintre, Graphiste, Illustrator, České centrum, Brusel; Praha, ZENTIVA
- 2008 T. B. Obrazy, litografie, Galerie pod radnicí, Zlín; Otevřené dveře, Bohemia Sekt Centrum, Starý Plzenec, (z. P. Kosatík); Commerzbank Praha, (z. F. Dvořák)
- 2009 Galerie Skácelík, Olomouc, T. B. Obrazy; Park Holiday Benice, (z. F. Dvořák, O. Dudek); Tomáš Bím, Malé formáty, Galerie MODERNA, Praha, (z. F. Dvořák)
- 2010 Tomáš Bím, Otevřené dveře, Grafika, Hollar, SČUG, Praha; Tomáš Bím, Na cestě, Malá galerie, Písecké sladovny, Písek; Tomáš Bím, Zastavení, Městská knihovna, Most; T. B., Obrazy, grafika, Galerie Rondo, (z. J. Stivín a O. Dudek), Hradec Králové
- 2011–2012 Obrazy, grafika, Café Bar Bím, Dobřichovice, (z. P. Kosatík a O. Dudek)
- 2013 Tomáš Bím a Chantal Poullian, Muzeum české hudby, Praha; BÍM 66, Staroměstská radnice, Praha, (z. M. Černošek, F. Dvořák, P. Kosatík, O. Dudek, V. Mišík); T. B. Malíř, Grafik, Ilustrátor, Národní škola, Hradec nad Moravicí, (z. Jan Špička); T. B., Galerie K, Český Brod
- 2014 Tomáš Bím s texty Zdeňka Rytíře, Galerie Café Bar Bím, (z. H. Rytířová, O. Dudek, Dobřichovice; T. B. Grafika, Ahol Gallery, Ostrava – Vítkovice; Bím, Litografie, Kulturní centrum Průhon, Praha, (z. Martiník); T. B. Hollar k 70tinám, Praha; Novoměstská radnice BÍM 70 – Ohlédnutí, Praha
- 2015 T. B. Rozmarné nedbalky, bnv. Constulting, Praha, (z. J. Černý); T. B. 69, Litografie, kresby, koláže, obrazy, Galerie Café Bar Bím, (z. J. Černý, O. Dudek, J. Klíma, P. Sedláček, J. Stivín), Dobřichovice; T. B. Litografie, (finále Fed Cup), O2 Aréna Praha
- 2016 Tomáš Bím, Galerie Hollar SČUG, Praha (P. Kosatík, L. Gronský, V. Suchánek a I. Mládek
- 2016–2017 TB 70 – Ohlédnutí II., Novoměstská radnice (M. Černošek, L. Gronský, O. Dudek a P. Sedláček)
- 2018 Na cestě, T. B., Obrazy, grafika, Ex libris, (J. Hrodek, Balaštík), Galerie Pod radnicí, Ústí nad Orlicí
- 2019 Galerie U brány, TB grafika, Úštěk
- 2020 Jedno ráno navíc, Obrazy, litografie, (M. Novotný), Galerie bratří Špillarů, Domažlice; Galerie Bohemia Sekt, Starý Plzenec, A voněla po třešních, obrazy, litografie, (O. Dudek, I. Mládek, J. Hašek); Galerie Mona Lisa, Olomouc, obrazy, litografie, (L. Gronský, K. Heřman); Městská galerie Beroun, Plácky, obrazy, litografie, (K. Žižkovský); Hotel Villa, Praha, Všechny krásy světa, litografie, (K. Žižkovský, I. Veniš)
- 2021 Ohlédnutí II., Galerie umění, Karlovy Vary; Tomáš Bím v Chytré lékárně, Brno
- 2022 Bím 75, obrazy – grafika, Novoměstská radnice, Praha, 2021-2022
- 2022 Galerie Moderna Praha, Něžná je noc, obrazy-kresba (P. Neužil, L. Pospíšil)

## TV portréty
1978 ČST (TKM)
1979 ZDF (Aspekte)
1984 ARD (Prager Nottizen)
1995 ČT1 Portrét
1999 Kabel Plus, Portrét
2000 Č1/Kabel Plus, (Zákoutí T.B.)
2001 ČT1 (Artróza)
2007 ČT1 (Přesčas Karla Hvížďaly), ČT24, (Poetické obrazy T. B. jsou k vidění v Bruselu)
2010 ČT1 (Toulky za uměním s prof. Františkem Dvořákem, Za moderními českými výtvarníky, 3. díl Tomáš Bím)
2013 FAMU (Malíř sváteční všednosti, Tomáš Bím)
2021 ČT Art, Události v kultuře

## Ilustrace knih
1970 Traditional Jazz Studio plays Joe „King“ Oliver, LP, Supraphon, Artia
1976 J. Černý, Auto na výlet, ČTK
1978 J. Černý, Hurá na hory, ČTK; K. Nosek, Krvavé kaskády, NV
1980 D. Buzzati, Velký portrét, ERB; 1981, L. Faltejsek, Nebojím se skoro ničeho, KRUH
1985 K. Paustovskij, Villa Borghese, Lyra Pragensis; K. Sýs, Pero nikoliv za kloboukem, ČS
1988 J. Wetering, Masakr v Maine, MF; Zelená sedma, MF; J. Kolář, Tenisový sen, Profil; J. Frais, Bezpečné známosti, ČS
1989 O. Hoffman, Červená kůlna, Albatros; J. Pospíšil, Sedím v houpací židli, Lyra Pragensis; H. Bártíková, Cílová rovina, Olympia; P. Cincibuch, Žádné smutky, MF; V. Kučera, Bláznův dřevěný koníček, ČS, (nevydáno)
1990 K. Misař, Pasťák, ČS; J. Frais, Bezpečné známosti, ČS
1991 P. Freistadt, Vzdálené břehy, Dandy Club; J. Škvorecký, Smutek poručíka Borůvky, MF
1993 J. Škvorecký, Konec poručíka Borůvky, MF; J. Škvorecký, Návrat poručíka Borůvky, MF; E. Hudečková, Bratříček Golem, Astrál
1994 Akuma 1904, Akuma MB; J. Holoubek, Ponorka v zahradě Čech, Cesty
1999 J. Černý, I hoši někdy pláčou, Studio JC, Tabu
2004 NAUTILUS Z. Rytíře, 2 CD, booklet, Supraphon
2005 Jiří Horák, Modrý sen, nakl. MÁJ; Ten letovskej most, Třehusk, Třehusk; Benefiční koncert na pomoc Asii, CD, Čs. rozhlas
2006 Petr Kolář, Jan Kodeš, EV Public Relations; 2007, Jaroslav Malina a kol., Kruh Prstenu 1., Nauma, Brno
2008 Jaroslav Holoubek, Lásky a nevěry, Mladá fronta; Jiří Mejstřík, Lukáš Horník, Hovory o víně, Mladá fronta
2009 Petr David, Třetí básně, Primus; Jan Kříž, Z Přepeř až na konec Dlouhé aneb Honzíkova cesta
2012 Helena Rytířová, Život je pes, MP3, Chevaliere; Ödön von Horvath, Věčný šosák, Akropolis
2015 Ota Hoffman, Červená kůlna, Albartos; Peter Kersch, V záři zvěrokruhu, Akropolis; Jaroslav Malina, Ctnosti – neřesti, strasti – radosti, encyklopedie s verši a obrazy, CERM, Brno
2019 Jaroslav Malina, Hvězdopravné nebe zvěrokruhu nad námi, CERM Brno; Jaroslav Malina, Úvod do caputologie, CERM Brno; Petr David, Čtvrté housle, P.D. Praha; Ivana Sedláčková, Díra v hlavě, Sedláčková, H. S.
2020 Helena Rytířová, Život je pes, Cosmopolis, Praha; Petr Neužil, V zákulisí srdce, Albatros; Jaroslav Malina, Tomáš Bím, Úvod do tenisového umění, CERM Brno
2021 Tomáš Kozák, Prokletí jantarové komnaty, Plot Knihy
2021 Petr Neužil, V zajetí srdce, Albatros
2022 František Kreuz Okno do tenisového nebe.

## Ilustrace časopisů
Mladá fronta, Sedmička pionýrů, Pionýr, Tvorba, Kmen, Ahoj na sobotu, Stadión, Naše rodina, Telegraf, Večerní Praha, SPORT REVUE, Ohníček, SAZKA (výroční zpráva 1999)
2005–2006 Symfonický orchestr hl. města Prahy, Katalog FOK, Koncertní sezóna
2006–2007 Katalog FOK Koncertní sezóna
2008 Program Hradišťan, Filharmonie Brno, Jiří Pavlica, Chvění, Suita dialogů, Nachtigal Artists

## Obálky časopisů
1983 Deutsche Tennis Zeitung 51,52/83, TENNIS Magazin, 4/83
1989 Magazín Co vás zajímá, 2/89; Ohníček, 6/89
1990 Guide&Tour Service ’90
1993 SPORT Revue; PRINT Publishing (Austria), 2/93; Radegast Prague Open ’93; Chemapol Trophy Golf Tournament ’93, CEB ’93
1994 Grand Prix, Komerční banka Open ’94, Chemapol Trophy Czech Open ’94
1995 IPB Czech Indoor ’95; Chemapol Trophy Czech Open ’95; CENTROTEX Challenger ’95; CENTROTEX Thomas and Uber CUP ’95
1996 CENTROTEX Challenger ’96; 2004, SanqUis 34/2004
2004 Sanquis 34/2004
2005 Symfonický orchestr hl. města Prahy, FOK
2006 Symfonický orchestr hl. města Prahy, FOK
2007 Letovák
2008 Makovice; Letovák; Magazín TK PLUS
2009 Letovák
2012 Tenis 6/2012; Uni Credit Czech Open 2012
2013 Unicredit Czech Open 2013, 20 let; TK PLUS Magazín
2015 Uni Credit Czech Open; Medicína a umění 3/2015
2019 Moneta Czech Open

## Články a publikace
2015 Medicína a Umění, strana 48–51, Vždy jsem dělal, co jsem chtěl
2019 Bydlení mezi panely, strana 62–67, Stále čekám na polibek Múzy
2022 Marianne, strana 114, Venkov a já

## Bibliofilie
1977 Konec největšího výstřihu světa (J. Černý); Balónové létání, (J. K. Sýkora)
1980 Tomáš Bím, Litografické Ex libris, (J. Černý, K. Rödell, Dánsko); Plácky, (8x8)
1982 Plácky II.
1983 Fialové odpoledne, (K. Sýs, J. Žáček, P. Vrba)
1986 Faustovy narozeniny, (J. Holoubek)
2005 Dějiny sexuality, Masarykova univerzita, Brno, Obsluhoval jsem anglického krále, Bohumil Hrabal
2020 Začátek prázdnin v Třešti, 6. B, P. David, (F. Kreuz)

## Zastoupen v bibliofiliích
1977, Pivo; 1978, Víno, Muž a žena; 1979, Dítě, život, mír; Kořalka; Jaro, 1980, Jaro; 1981, Léto, Spiele; 1982, Podzim; 1983, Zima; A. Brunovský 50; I. a II. Salon Mikrofóra, 1981/82; Šalamoun; 1984, Hommage a Bohumil Hrabal; 1985, Jaroslav Hořánek
60; 1987, Ex libris Lyry Pragensis a v souborech pro Spolek sběratelů a přátel Ex libris a drobné grafiky, 1978, 1980, 1981, 1982,
1983, 1984, 1993, 1996; 1993, SČUG Hollar; 1996, Kalendář SČUG Hollar; 2006, Kalendář SČUG HOLLAR 2006; 2015, SČUG HOLLAR

## Monografie
1980 Tomáš Bím – litografické exlibris, Jaroslav Černý
1996 Inventura (Tomáš Bím 50), prof.František Dvořák, tiskárna Maestro
1999 II.inventura Tomáše Bíma, prof.František Dvořák, VIKO Hradec Králové
2002 Tomáš Bím, Obrazy a grafika 1999–2002, Zdeněk Kočík, tiskárna Maestro
2006 Tomáš Bím, Malíř sváteční všednosti, prof.František Dvořák a František Kreuz a Milan Velek, nakladatelství Riosport
2008 Tomáš Bím, prof.František Dvořák a František Kreuz, nakladatelství Primus
2010 Tomáš Bím grafika, prof.František Dvořák a František Kreuz, nakladatelství Primus
2013 Bím 66 retrospektiva, František Kreuz, tiskárny Maestro
2016 Bím 70 ohlédnutí, Miloš Novotný, František Kreuz, nakladatelství Akropolis
2019 Tomáš Bím, soupis a obrazový katalog Ex Libris 1976–2017, Jan Humplík
2021 Bím 75, Novoměstská radnice podruhé, František Kreuz, tiskárna Maestro

## Výtvarné realizace
1995 Pomalovaná karoserie automobilu ŠKODA Group, Museum AUTO ŠKODA, Mladá Boleslav
1998 Karoserie automobilu RENAULT TWINGO, Publicis Praha
2007 Rekreační komplex, Park Holiday, Praha, Benice, (Stavba roku, arch. Petr Suske)
2009 Tetu Brissy Restaurant, Vzducholoď, Park Holiday, Praha, Benice
2010 Auta firmy Varmuža, Finedeli, Hodonín; Interiér klubovny, restaurace TK NERIDÉ, (spolu s D. Vitvarovou)
2011 Café Bar, Bím, Galerie, Dobřichovice, (spolu s ing. arch. Petr Suske)
2011 Galerie Café Bar, Bím (spolu s ing. arch. Petr Suske)
2012 Auta firmy Varmuža, Finedeli, Hodonín, Mercedes, Black and White
2014 Grafický list pro „Art Coillection“, TECHO, a. s.
2020 Mateřská školka, Revoluční, Praha 1
2022 Unicredit Czech Open – Prostějov

## Plakáty
1967–1970 Blue Effekt; Viktor Sodoma&Go Go; Michal Prokop a Framus Five; Pavel Černocký; Laco Deczi Cellula; Matadors; Petr Novák, George and Beathovens; Miky Volek Samuels; Traditional Jazz Studio Pavla Smetáčka; Petr Spálený&Apollo Beat; Jazz Club Reduta; Swinging Blue Jeans; 8. Aréna (Divadlo Spejbla a Hurvínka); Harakiri; Apollo Beat, Dynacord Club
1979 I. PETŘÍNSKÝ BĚH
1980 II. PETŘÍNSKÝ BĚH
1981 III. PETŘÍNSKÝ BĚH
1982 IV. PETŘÍNSKÝ BĚH
1983 5. BĚH PRAHOU; 90. let I. ČLTK, STARÁ ŠTVANICE SLAVÍ
1988 Softbalový turnaj, Mladé Buky
1990 Československo-rakouský ples
1993 Radegast Prague Open; CEB‘93, Grand Prix, Trojband, BILLARD Šotola; KB Open
1994, Chemapol Trophy
1995 Centrotex Challenger; Chemapol Trophy Czech Open; IPB Czech Indoor
1996 Centrotex Challenger
1997 Centrotex Challenger
1998 Živnobanka Open
1999 Živnobanka Open, Zimní královna
2004 Olomoucké kulturní léto
2005 FOK, Koncertní sezóna 2005/2006; Symfonický orchestr hl. města Prahy, FOK, 7;. Koncertní sezóna; Symfonický orchestr hl. města Prahy, FOK, Vánoční koncert
2006 FOK Koncertní sezóna 2006/2007
2007 Mistrovství ČR v šachu mužů, Šachový svaz ČR
2008 František je děvkař, filmový plakát; Jiří Pavlica, Hradišťan, Filharmonie Brno
2009, Oživlá hlína, Dobřichovická divadelní společnost
2012 111 let prostějovského tenisu, TK Prostějov
2013 Bím 66, Staroměstská radnice, Praha; 120 let ČLTK, I. ČLTK Štvanice slaví, Praha
2013–2016 UniCredit Czech Open, Prostějov
2017–2019 MONETA Czech Open, Prostějov
2022 Unicredit Czech Open – Prostějov

## Kalendáře
1991 ARTIA, (různí autoři)
1993 PRAŽSKÝ VEČERNÍK; TOMÁŠ BÍM 1993; SSV REPRO 1993, (13 listů); AKUMA 1993 (plakát)
1994 AKUMA 1994 (plakát)
1996 KRIJKOS 1996, KRIJSKOS, s.r.o.; TOMÁŠ BÍM, Comax Ltd., London 1996, (13 listů); HOLLAR 1996, SČUG HOLLAR, (různí autoři)
2000 TOMÁŠ BÍM 2000, IPB pojišťovna, (13 listů)
2005 Kalendář KONTA BARIÉRY; TOMÁŠ BÍM 2005, Nadace Charta 77, (13 listů); 60 TOMÁŠ BÍM, kapesní diář, Riosport; Tomáš Bím for TK PLUS (14 listů)
2008 Tomáš Bím
2009 Presco Group
2017–2022 TOMÁŠ BÍM, 2017, 2018, 2019, 2020, 2021, 2022; SUBTERA 2017, 2018, 2019, 2020, 2021, 2022; Kalendář ČESKÁ SPORTOVNÍ 2017, 2018, 2019, 2020; 2021, Obrazy na kterých neprší, Přední Kopanina, 2022.

## Ceny
1974 Flóra Olomouc (spolu s Danielem Sodomou)
1981 BWA, Malé formy grafiky, Lodž
1982 Horko, TV film, rež. P. Šmok, Montreux
1984 Ex libris Frederikshavn; Ex Malbork
1990 The Freedom of Czechoslovakia, 2. místo, Los Angeles
1996 Autorský večer k padesátinám, listopad, Pražský hrad, Lyra Pragensis
1997 Mezinárodní dětská výtvarná soutěž, Nadace Tranoscius, Havířov
1998 ART FORUM Prix ‚98, Praha
2008 Za podíl na úspěchu UniCredit Czech Open (1994–2008), Prostějov
2011 Čestná cena TK PLUS
2013 Uvedení do Síně slávy prostějovského tenisu; Čestná plaketa primátora města Prostějov
2018 Čestné občanství Prahy 2.